# 18 février aux Jeux olympiques de 2006
Le samedi 18 février aux Jeux olympiques d'hiver de 2006 est le huitième jour de compétition.

## Programme
- 09h00 : Curling (F) : phase préliminaire (8e session)
  -  Italie 5-9  Royaume-Uni
  -  Russie 4-7  Suisse
  -  Suède 10-5  Danemark
  -  Japon 5-2  Canada
- 9h45 : Ski de fond (F) : Relais 4 × 5 km
- 11h00 : Ski alpin (H) : Super G
- 11h35 : Hockey sur glace (H) : Tour préliminaire, Groupe B ;  Kazakhstan 0-1  Russie
- 12h30 : Biathlon (F) : Poursuite 10 km
- 13h05 : Hockey sur glace (H) : Tour préliminaire, Groupe A ;  Italie 3-3  Allemagne
- 14h00 : Ski alpin (F) : Combiné ; descente
- 14h00 : Curling (H) : phase préliminaire (9e session)
  -  Allemagne 5-8  États-Unis
  -  Italie 7-6  Canada
  -  Suisse 5-6  Royaume-Uni
  -  Finlande 7-3  Norvège
- 14h30 : Biathlon (H) : Poursuite 12,5 km
- 15h35 : Hockey sur glace (H) : Tour préliminaire, Groupe A ;  Canada 0-2  Suisse
- 17h00 : Patinage de vitesse (H) : 1000 m
- 17h05 : Hockey sur glace (H) : Tour préliminaire, Groupe B ;  Suède 6-1  Lettonie
- 17h30 : Bobsleigh (H) : bob à deux, 1re manche
  - 1er Andre Lange, Kevin Kuske ( Allemagne) 55 s 28
  - 2e Alexandre Zoubkov, Alexey Voevoda ( Russie) 55 s 54
  - 3e Martin Annen, Beat Hefti ( Suisse) 55 s 54
- 18h00 : Saut à ski (H) : Grand tremplin (k 125), 1re manche
  - 1er Andreas Kofler ( Autriche) 135,7 m
  - 2e Thomas Morgenstern ( Autriche) 131,4 m
  - 3e Roar Ljokelsoey ( Norvège) 127,8 m
- 19h00 : Curling (F) : phase préliminaire (9e session)
  -  Japon 7-8  Suède
  -  Royaume-Uni 4-8  Norvège
  -  Italie 3-11  États-Unis
- 18h00 : Saut à ski (H) : Grand tremplin (k 125), 2e et dernière manche
- 19h20 : Bobsleigh (H) : bob à deux, 2e manche
- 19h30 : Short-track (F) : 1 500 m, qualifications
- 20h05 : Hockey sur glace (H) : Tour préliminaire, Groupe B ;  Slovaquie 2-1  États-Unis
- 20h15 : Short-track (H) : 1 000 m, quarts de finale
- 20h45 : Short-track (F) : 1 500 m, demi-finales
- 21h05 : Hockey sur glace (H) : Tour préliminaire, Groupe A ;  République tchèque 2-4  Finlande
- 21h15 : Short-track (H) : 1 000 m, demi-finales
- 21h40 : Short-track (F) : 1 500 m, finale
- 21h50 : Short-track (H) : 1 000 m, finale

(H) : Hommes ; (F) : Femmes ; (M) : Mixte
L'heure utilisée est l'heure de Turin : UTC+01 heure ; la même utilisée à Bruxelles, Genève et Paris.

## Finales

### Ski de fond - Relais 4 × 5 km F
| Place | Nation             | Athlètes                                                                                       | Temps         |
| ----- | ------------------ | ---------------------------------------------------------------------------------------------- | ------------- |
| 1er   | Russie             | - Natalia Baranova-Masolkina - Larisa Kurkina - Julija Tchepalova - Evgenia Medvedeva-Abruzova | 54 min 47 s 7 |
| 2e    | Allemagne          | - Stefanie Böhler - Viola Bauer - Evi Sachenbacher Stehle - Claudia Künzel                     | 54 min 57 s 7 |
| 3e    | Italie             | - Arianna Follis - Gabriella Paruzzi - Antonella Confortola - Sabina Valbusa                   | 54 min 58 s 7 |
| 4e    | Suède              | - Anna Dahlberg - Elin Ek - Britta Norgren - Anna Karin Stromstedt                             | 55 min 00 s 3 |
| 5e    | Norvège            | - Kristin Stormer Steira - Hilde Pedersen - Kristin Murer Stemland - Marit Bjørgen             | 55 min 21 s 8 |
| 6e    | République tchèque | - Héléna Erbenová - Kamila Rajdlova - Ivana Janeckova - Kateřina Neumannová                    | 55 min 46 s 3 |
| 7e    | Finlande           | - Aino Kaisa Saarinen - Virpi Kuitunen - Riitta Liisa Lassila - Kati Venalainen                | 55 min 55 s 8 |
| 8e    | Ukraine            | - Kateryna Grygorenko - Tatjana Zavalij - Vita Jakimchuk - Valentina Shevchenko                | 56 min 36 s 3 |

### Ski alpin - Super G H
| Place | Nation        | Athlète             | Temps         |
| ----- | ------------- | ------------------- | ------------- |
| 1er   | Norvège       | Kjetil André Aamodt | 1 min 30 s 65 |
| 2e    | Autriche      | Hermann Maier       | +0 s 13       |
| 3e    | Suisse        | Ambrosi Hoffmann    | +0 s 33       |
| 4e    | Canada        | Erik Guay           | +0 s 43       |
| 5e    | Norvège       | Aksel Lund Svindal  | +0 s 45       |
| 6e    | Liechtenstein | Marco Buechel       | +0 s 57       |
| 7e    | États-Unis    | Scott Macartney     | +0 s 58       |
| 8e    | Canada        | François Bourque    | +0 s 62       |

### Biathlon - Poursuite 10 km F
| Place | Nation      | Athlète               | Pénalités | Temps         |
| ----- | ----------- | --------------------- | --------- | ------------- |
| 1er   | Allemagne   | Kati Wilhelm          | 1         | 36 min 43 s 6 |
| 2e    | Allemagne   | Martina Glagow        | 1         | +1 min 13 s 6 |
| 3e    | Russie      | Albina Akhatova       | 2         | +1 min 21 s 4 |
| 4e    | Russie      | Svetlana Ishmouratova | 2         | +1 min 45 s 4 |
| 5e    | Italie      | Michela Ponza         | 1         | +2 min 08 s 1 |
| 6e    | Norvège     | Liv Grete Poirée      | 2         | +2 min 19 s 8 |
| 7e    | Biélorussie | Olga Nazarova         | 3         | +2 min 26 s 1 |
| 8e    | Ukraine     | Lilia Efremova        | 3         | +2 min 26 s 2 |

### Ski alpin - Combiné F
| Place | Nation    | Athlète                 | Temps         |
| ----- | --------- | ----------------------- | ------------- |
| 1er   | Croatie   | Janica Kostelić         | 2 min 51 s 08 |
| 2e    | Autriche  | Marlies Schild          | 2 min 51 s 58 |
| 3e    | Suède     | Anja Pärson             | 2 min 51 s 63 |
| 4e    | Autriche  | Kathrin Zettel          | 2 min 52 s 41 |
| 5e    | Autriche  | Nicole Hosp             | 2 min 53 s 21 |
| 6e    | Autriche  | Michaela Kirchgasser    | 2 min 53 s 48 |
| 7e    | Allemagne | Martina Ertl-Renz       | 2 min 54 s 28 |
| 8e    | Suède     | Jessica Lindell-Vikarby | 2 min 55 s 19 |

### Biathlon - Poursuite 12,5 km H
| Place | Nation    | Athlète               | Pénalités | Temps         |
| ----- | --------- | --------------------- | --------- | ------------- |
| 1er   | France    | Vincent Defrasne      | 2         | 35 min 20 s 2 |
| 2e    | Norvège   | Ole Einar Bjoerndalen | 3         | +2.7          |
| 3e    | Allemagne | Sven Fischer          | 4         | +15.6         |
| 4e    | Lettonie  | Ilmars Bricis         | 1         | +26.7         |
| 5e    | Norvège   | Halvard Hanevold      | 3         | +37.5         |
| 6e    | Norvège   | Frode Andresen        | 5         | +56.7         |
| 7e    | Autriche  | Christoph Sumann      | 2         | +1 min 19 s 5 |
| 8e    | Allemagne | Michael Greis         | 1         | +1 min 19 s 7 |

### Patinage de vitesse – 1 000 m H
| Place | Nation       | Athlète          | Temps         |
| ----- | ------------ | ---------------- | ------------- |
| 1er   | États-Unis   | Shani Davis      | 1 min 08 s 89 |
| 2e    | États-Unis   | Joey Cheek       | 1 min 09 s 16 |
| 3e    | Pays-Bas     | Erben Wennemars  | 1 min 09 s 32 |
| 4e    | Corée du Sud | Kyou-Hyuk Lee    | 1 min 09 s 37 |
| 5e    | Pays-Bas     | Jan Bos          | 1 min 09 s 42 |
| 6e    | États-Unis   | Chad Hedrick     | 1 min 09 s 45 |
| 7e    | Russie       | Yevgeny Lalenkov | 1 min 09 s 46 |
| 8e    | Pays-Bas     | Stefan Groothuis | 1 min 09 s 57 |

### Saut à ski - Grand tremplin K125 H
| Place | Nation   | Athlète             | Points  |
| ----- | -------- | ------------------- | ------- |
| 1er   | Autriche | Thomas Morgenstern  | 276,9 m |
| 2e    | Autriche | Andreas Kofler      | 276,8 m |
| 3e    | Norvège  | Lars Bystøl         | 250,7 m |
| 4e    | Norvège  | Roar Ljøkelsøy      | 242,8 m |
| 5e    | Finlande | Matti Hautamäki     | 242,4 m |
| 6e    | Suisse   | Andreas Küttel      | 239,1 m |
| 7e    | Norvège  | Bjørn Einar Romøren | 238,2 m |
| 8e    | Japon    | Takanobu Okabe      | 236,8 m |

### Short-track – 1 500 m F
| Place | Nation       | Athlète            | Temps          |
| ----- | ------------ | ------------------ | -------------- |
| 1er   | Corée du Sud | Sun-Yu Jin         | 2 min 23 s 494 |
| 2e    | Corée du Sud | Eun-Kyung Choi     | 2 min 24 s 069 |
| 3e    | Chine        | Wang Meng          | 2 min 24 s 469 |
| 4e    | Hongrie      | Erika Huszar       | 2 min 25 s 405 |
| 5e    | Canada       | Amanda Overland    | 2 min 26 s 495 |
| 6e    | Corée du Sud | Chun-Sa Byun       | DSQ            |
| 7e    | Russie       | Tatiana Borodulina | DSQ            |

- Seuls les participantes à la finale, au nombre de 7, sont classées ici. Voir torino2006.orgpour info.

### Short-track – 1 000 m H
| Place | Nation       | Athlète          | Temps          |
| ----- | ------------ | ---------------- | -------------- |
| 1er   | Corée du Sud | Hyun-Soo Ahn     | 1 min 26 s 739 |
| 2e    | Corée du Sud | Ho-Suk Lee       | 1 min 26 s 764 |
| 3e    | États-Unis   | Apolo Anton Ohno | 1 min 26 s 927 |
| 4e    | États-Unis   | Rusty Smith      | 1 min 27 s 435 |
| 5e    | Chine        | Ye Li            | 1 min 29 s 918 |

- Seuls les participants à la finale, au nombre de 5, sont classés ici. Voir torino2006.orgpour info.

## Médailles du jour
| Rang | Nations      | Médaille d'or, Jeux olympiques | Médaille d'argent | Médaille de bronze | Total |
| ---- | ------------ | ------------------------------ | ----------------- | ------------------ | ----- |
| 1er  | Corée du Sud | 2                              | 2                 | 0                  | 4     |
| 2e   | Autriche     | 1                              | 3                 | 0                  | 4     |
| 3e   | Allemagne    | 1                              | 2                 | 1                  | 4     |
| 4e   | Norvège      | 1                              | 1                 | 1                  | 3     |
| -    | États-Unis   | 1                              | 1                 | 1                  | 3     |
| 5e   | Russie       | 1                              | 0                 | 1                  | 2     |
| 6e   | Croatie      | 1                              | 0                 | 0                  | 1     |
| -    | France       | 1                              | 0                 | 0                  | 1     |
| 7e   | Chine        | 0                              | 0                 | 1                  | 1     |
| -    | Italie       | 0                              | 0                 | 1                  | 1     |
| -    | Pays-Bas     | 0                              | 0                 | 1                  | 1     |
| -    | Suisse       | 0                              | 0                 | 1                  | 1     |
| -    | Suède        | 0                              | 0                 | 1                  | 1     |